# Hydaticus reductus
Hydaticus reductus är en skalbaggsart som beskrevs av Régimbart 1899. Hydaticus reductus ingår i släktet Hydaticus och familjen dykare. Inga underarter finns listade i Catalogue of Life.